# Saint-Michel-en-Grève
Saint-Michel-en-Grève (bretonisch: Lokmikael-an-Traezh) ist eine französische Gemeinde mit 447 Einwohnern (Stand 1. Januar 2022) im Département Côtes-d’Armor in der Region Bretagne. Sie gehört zum Arrondissement Lannion, zum Kanton Plestin-les-Grèves und ist Mitglied des 2015 gegründeten Gemeindeverbands Lannion-Trégor Communauté. Die Bewohner nennen sich Michelais(es).

## Geografie
Saint-Michel-en-Grève liegt rund 10 km (Luftlinie) westsüdwestlich der Kleinstadt Lannion im Norden der Bretagne am Ärmelkanal.

## Bevölkerungsentwicklung
| Jahr                       | 1793 | 1800 | 1831 | 1851 | 1861 | 1866 | 1911 | 1921 | 1962 | 1968 | 1975 | 1982 | 1990 | 1999 | 2006 | 2012 |
| Einwohner                  | 384  | 328  | 432  | 702  | 628  | 704  | 506  | 448  | 363  | 372  | 382  | 398  | 376  | 399  | 464  | 465  |
| Quellen: Cassini und INSEE |      |      |      |      |      |      |      |      |      |      |      |      |      |      |      |      |

Die zunehmende Mechanisierung der Landwirtschaft und die zahlreichen Toten des Ersten Weltkriegs führten zu einem Absinken der Einwohnerzahlen bis auf die Tiefststände in neuerer Zeit. 

## Sehenswürdigkeiten
Siehe: Liste der Monuments historiques in Saint-Michel-en-Grève